# Ribnica (gmina Brežice)
Ribnica – wieś w Słowenii, w gminie Brežice. W 2018 roku liczyła 123 mieszkańców.